# Alpine Route

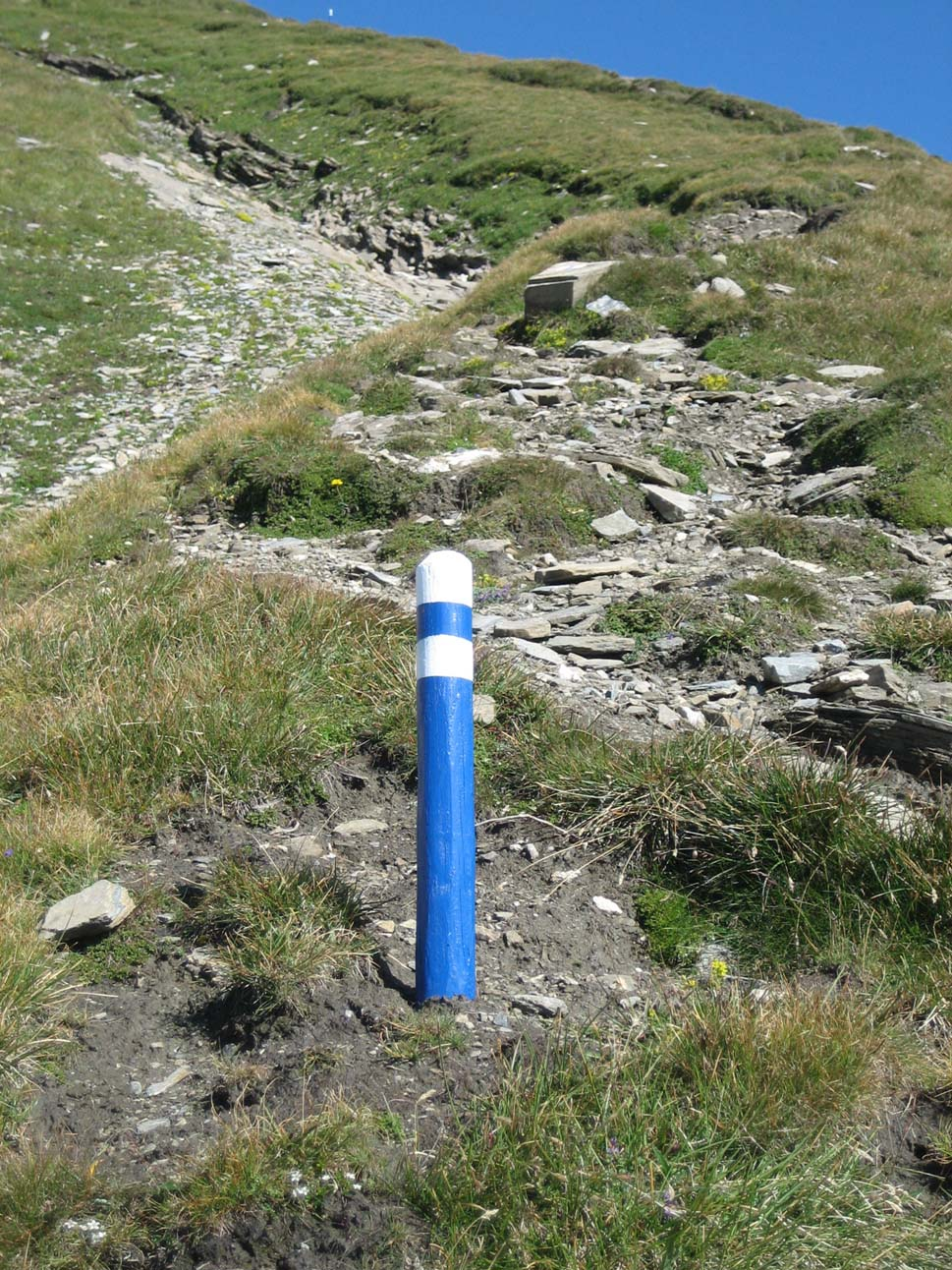
Markierung des alpinen Wanderwegs am Piz Uccello in der Schweiz

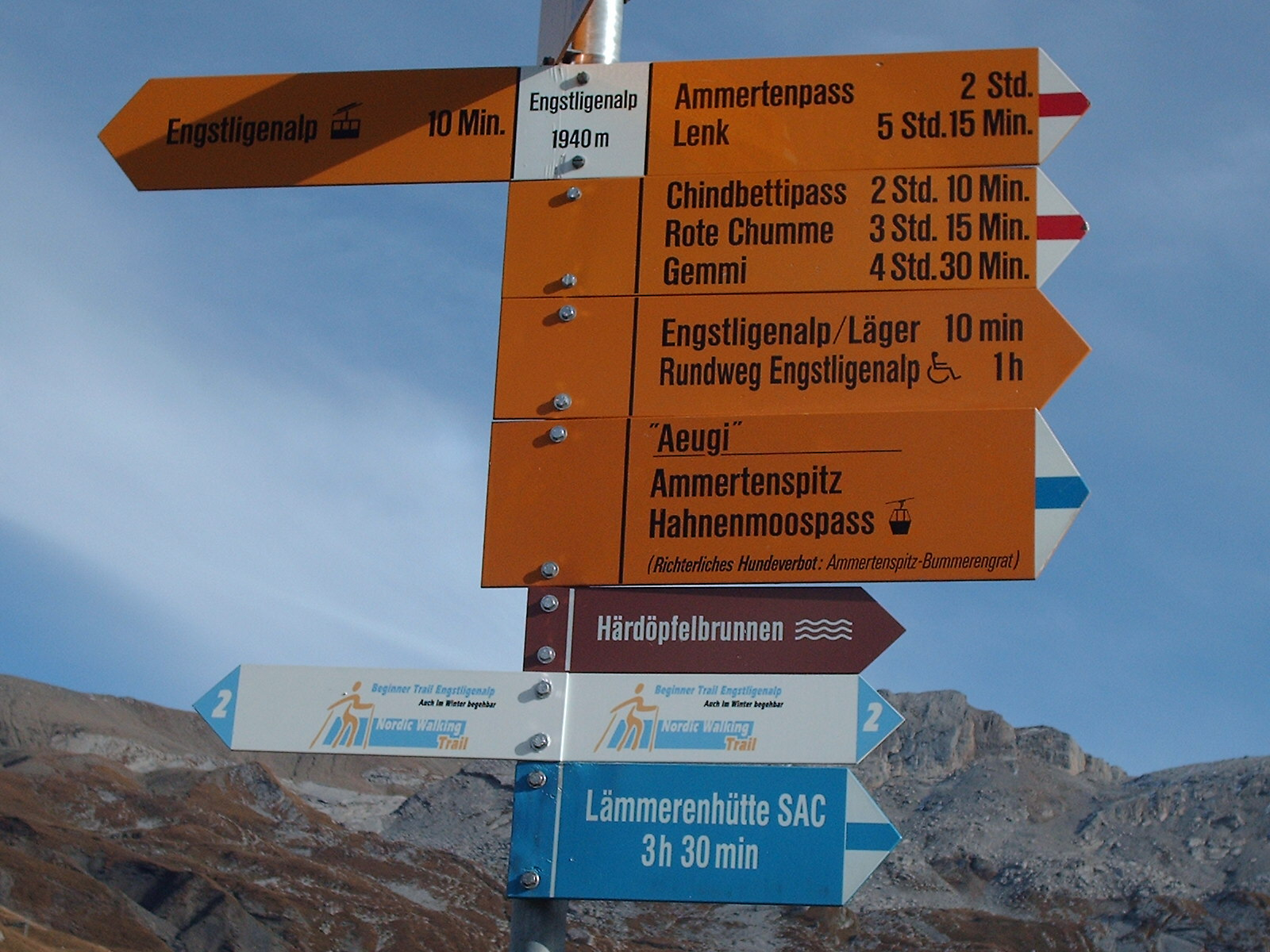
Wanderweg gelb,
Bergweg weiß-rot-weiß,
alpine Route weiß-blau-weiß

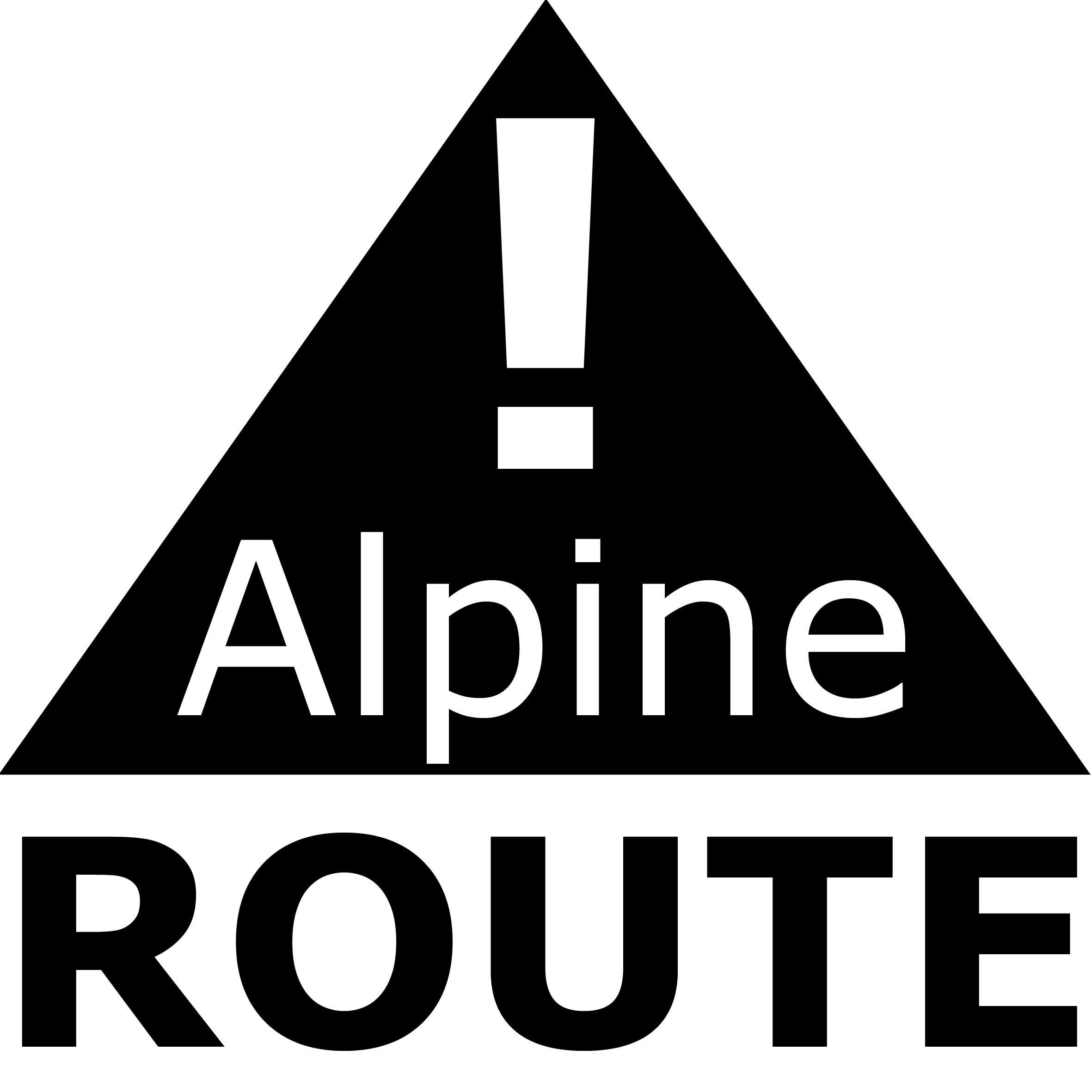
Logo der alpinen Vereine für alpine Routen

Eine alpine Route, auch Alpinweg, Alpinwanderweg, befindet sich in schwierigem, teilweise weglosem Gelände.
Auf solchen Routen findet im Gegensatz zu Bergwegen wenig Wegebau und -unterhalt statt. Alpine Routen werden in der Regel weder angelegt noch gewartet. Gelegentlich sind an exponierten und absturzgefährlichen Stellen Sicherungen (Drahtseile, Ketten, Abseilstellen, Bohrhaken) und an besonders schwierigen Stellen künstliche Fortbewegungsmittel (Stifte, Klammern) angebracht. Die übliche Markierung, wenn vorhanden, ist blau-weiß-blau, in der Schweiz weiß-blau-weiß, mancherorts gibt es nur Steinmännchen oder Stangen als Markierung.
Klettereien im unteren Schwierigkeitsgrad (I, II nach UIAA) sind möglich.
Das Begehen erfordert vom Bergsteiger eine gute körperliche Verfassung und adäquate Ausrüstung, Trittsicherheit, teils Schwindelfreiheit, Orientierungsvermögen und alpine Erfahrung oder Bergführer.
Neben einer wettersicheren Bekleidung sind im Hochgebirge zuweilen auch Seil und Pickel, eventuell sogar Steigeisen erforderlich. Daher ist Ortskenntnis oder Vorab-Information über die Route und die Bedingungen vonnöten.
In der Schweiz entspricht Alpinwanderweg – als markierte Route – der obersten und schwierigsten Wegklasse. Die Bewertung erfolgt einheitlich durch die SAC-Wanderskala.